# Parafia św. Jadwigi Śląskiej w Sufczynie
Parafia św. Jadwigi Śląskiej w Sufczynie – parafia rzymskokatolicka znajdująca się w archidiecezji przemyskiej, w dekanacie Bircza.

## Historia
W latach 1901–1903 w Sufczynie zbudowano murowaną kaplicę dworską, z fundacji Wincentego i Leonardy Tarnawskich. 16 października 1903 roku kaplica została poświęcona przez bpa Józefa Sebastiana Pelczara, pw. św. Jadwigi Śląskiej. W 1958 roku bp Franciszek Barda wydał dekret erekcyjny parafii, ale sprzeciw władz państwowych uniemożliwił ten zamiar.
W 1970 roku dekretem bpa Ignacego Tokarczuka została erygowana parafia, z wydzielonego terytorium parafii Bircza.
Na terenie parafii jest 793 wiernych (w tym: Sufczyna – 194, Brzuska – 168, Huta Brzuska – 271, Jasienica Sufczyńska – 160).
Proboszczowie parafii:
1970–1974. ks. Franciszek Siry.
1974–1982. ks. Jan Wieteszka.
1982–2004. ks. Antoni Obłoza,
2004–2022. ks. kan. dr Kazimierz Pacyniak.
2022– nadal ks. Piotr Niemczyk.

## Kościół filialny
W latach 1975–1976 w Hucie Brzuskiej zbudowano murowany kościół filialny, na bazie kapliczki przydrożnej z ok. 1619 roku. W 1976 roku bp Ignacy Tokarczuk poświęcił kościół pw. Matki Bożej Królowej Świata.